# Horkelia daucifolia
Horkelia daucifolia är en rosväxtart som först beskrevs av Edward Lee Greene, och fick sitt nu gällande namn av Per Axel Rydberg. Horkelia daucifolia ingår i släktet Horkelia och familjen rosväxter.

## Underarter
Arten delas in i följande underarter:
- H. d. daucifolia
- H. d. latior
- H. d. caruifolia
- H. d. indicta